# Gutenbergschule Wiesbaden
Die Gutenbergschule ist ein Gymnasium im Wiesbadener Ortsbezirk Südost, das 1845 als Realgymnasium gegründet wurde und seit 1955 den jetzigen Namen führt. Die Schule hat etwa 1340 Schüler und rund 100 Lehrer.

## Geschichte
Durch Herzogliches Edikt vom 22. Juni 1844 wurde verordnet, in Wiesbaden, in Verbindung mit der städtischen Vorbereitungs- und mittleren Realschule, ein Realgymnasium als Landesanstalt zu errichten. Es bezweckte „eine allgemeine wissenschaftliche Vorbildung derjenigen, welche sich einem technisch-praktischen Berufe widmen und zu demselben unmittelbar übergehen oder ihre Studien auf einer Fachschule fortsetzen wollen.“ Der Unterricht, der in drei Klassen erteilt wurde, umfasste Religion, Mathematik und Naturwissenschaften (Physik, Chemie und Naturgeschichte), Geographie und Geschichte, neuere Sprachen (Deutsch, Französisch und Englisch), die lateinische Sprache, Zeichnen und Gesang. Der Direktor und die Lehrer wurden in Rang und Gehalt ihren Kollegen an den oberen Klassen der „Gelehrten-Gymnasien“ gleichgestellt.
Am 10. April 1845 wurde die Anstalt eröffnet. Erster Direktor wurde ein Schulrat, der seit 1836 das neu errichtete Realgymnasium in Gotha geleitet hatte. Der erst 1840 gegründeten städtischen Realschule verblieben die vier unteren Klassen (IV bis VII), während die fünfte dem Realgymnasium zugeordnet wurde, das sogleich um die sechste und im nächsten Schuljahr um die siebte Klasse aufwuchs und damit die Klassen I bis III umfasste. Bis Ostern 1857 unterstanden Realschule und -gymnasium demselben Schulleiter und wurden „in Beziehung auf den Unterricht“ als Ganzes angesehen. Die Schülerzahl schwankte in den ersten zwölf Jahren stark.
1868 wurde die Prima, 1873 auch die Sekunda und 1874 die Tertia zu einem zweijährigen Kursus (B und A) erweitert, innerhalb dessen offenbar keine Versetzungsentscheidung stattfand. Ab 1877 waren sie nicht mehr zweijährig, sondern wurden mit den Zusätzen „Unter“ und „Ober“ unterteilt. Bereits 1874 war die Quarta angefügt worden, 1875 Quinta und Sexta, womit neun Jahrgänge erreicht waren.
Von 517 Abiturienten, die bis 1895 die Reifeprüfung abgelegt hatten, wandten sich den Fächern Bau- und Ingenieurwissenschaft 121, höheres Lehramt 83, Chemie 59, Militärfach 54, Forstwissenschaft 48, Medizin 34 und sonstigen Fächern 118 zu. Die Wahl von Studienfächern war damals noch eingeschränkt, weil der Abschluss eines Realgymnasiums, bis zur preußischen Schulreform des Jahres 1900, abgesehen von anderen Berechtigungen, nur eine fachgebundene Hochschulreife verlieh.
Untergebracht war das Realgymnasium zunächst zusammen mit der städtischen Realschule im Schulhaus am Markt in Wiesbaden, vorübergehend in der Schützenhofstraße, später im Obergeschoss der staatlichen Münze am Luisenplatz in unmittelbarer Nachbarschaft des Gymnasiums.
Mit dem Wegfall der staatlichen Selbstständigkeit Nassaus nach 1866 wurde der Namenszusatz „Herzoglich Nassauisches“ durch „Königliches“ und 1918 durch „Staatliches“ ersetzt.
Ab 1931 war das Realgymnasium neben dem Gymnasium Teil einer Anstalt mit der Bezeichnung „Staatliches Gymnasium und Realgymnasium“, gelegentlich umschrieben mit der Formulierung, dem Direktor des Realgymnasiums sei zugleich die Leitung des Gymnasiums übertragen worden. Am 12. Juni 1933 bezog die Schule den Nord- und Südflügel des heutigen Schulgebäudes in der Mosbacher Straße. Wohl von 1937 bis Kriegsende lautete die Bezeichnung „Staatliches Gymnasium und Oberschule“. Frühestens Ende 1951 erhielt die Schule den Namen Diltheyschule nach Wilhelm Dilthey, einem früheren Schüler des ursprünglichen Gymnasiums, der die Gleichberechtigung von Realgymnasien und Oberrealschulen mit humanistischen Gymnasien abgelehnt hatte.
1955 wurden die Schulen wieder getrennt, wobei das Gymnasium den neuen Namen behielt, aber anderweitig untergebracht wurde. Das verbliebene ursprüngliche Realgymnasium trägt seitdem den Namen Gutenbergschule, unter dem kurzzeitig bis 1914 eine Volksschule im selben Gebäude bestanden hatte, vor dessen Nordflügel sich der Gutenbergplatz befindet. Der Schulname wurde zunächst mit dem Zusatz „Gymnasium für Jungen“ geführt, obwohl schon Mädchen in Klassen aufgenommen wurden, die die französische Sprache als erste Fremdsprache erlernten. Seit 1968 lautet der Zusatz nur noch „Gymnasium“.

## Konzept und Mitgliedschaften
Die Gutenbergschule hat eine Schulband, ein Orchester sowie eine Theater-AG. Sie ist Mitglied des MINT-EC, eines Schulnetzwerks zur Förderung der mathematisch-naturwissenschaftlichen Unterrichtsfächer. Außerdem bietet sie in der gymnasialen Oberstufe an, neben dem deutschen Abitur auch das französische Baccalauréat zu erwerben. Seit 2017 darf sich die Gutenbergschule Schule ohne Rassismus – Schule mit Courage nennen.

## Bekannte Lehrer
- Johann Heinrich Traugott Müller[12] (1797–1862), Mathematiker, Direktor 1845–1857
- Philipp Wackernagel[13] (1800–1877), Kirchenliedforscher, Mitbegründer des evangelischen Kirchentags, Literaturhistoriker
- August de Laspée[14] (1816–1901), Kunstmaler
- Wilhelm Theodor Oscar Casselmann[15] (1820–1872), Naturwissenschaftler
- Guido Sandberger[16] (1821–1879), Geologe und Paläontologe
- Johann Georg Albert Duncker[17] (1843–1886)
- Eduard Kreutzer[18] (1844–1916), Zeichenlehrer (ab 1876)
- Ernst Dostal (1921–2017), Bildhauer
- Gerhard Ludwig[19] (* 1924), Schriftsteller[20] und Schulbuchverfasser[21]
- Hans Borucki[22] (1932–2024), Verfasser zahlreicher Mathematik- und Physikbücher[23]

## Bekannte Schüler
- Gustav Münch (1843–1910), Ingenieur und Reichstagsabgeordneter
- Hermann Pagenstecher[24] (1844–1932), Professor der Augenheilkunde[25]
- Carl Jakob Frankenbach[26] (1861–1937), Kunstmaler
- Georg von Tschudi[27] (1862–1928), Flugpionier
- Wilhelm Kreis[28] (1873–1955), Architekt
- Hans Grimm[29] (1875–1959), Schriftsteller („Volk ohne Raum“), Rechtsextremist
- Wilhelm Vershofen[30] (1878–1960), Wirtschaftswissenschaftler, Hochschullehrer
- Walther von Knebel[31] (1880–1907), Geologe, Vulkanologe und Speläologe
- Max von Stockhausen[32] (1890–1971), Verwaltungsjurist, persönlicher Referent des Reichskanzlers (1923–1928)
- Wilhelm Stuckart[33] (1902–1953), Verwaltungsjurist, Kriegsverbrecher
- Wilhelm Wengler[34] (1907–1995), Jurist, Universitätsprofessor
- Adolf Sternberger[35] (1907–1989), Politikwissenschaftler, Universitätsprofessor
- Otto John[36] (1909–1997), Jurist, Präsident des Bundesamts für Verfassungsschutz
- Horst von Hartlieb[37] (1910–2004), Jurist, Mitinitiator der Filmselbstkontrolle
- Hans John[38] (1911–1945), Jurist, vom NS-Regime ermordet
- Rolf von Sydow[39] (1924–2019), Regisseur, Drehbuchautor, Filmproduzent und Autor
- Peter Pagé (1939–2020), Unternehmer
- Frank Gersthofer (1940–2011), Opernsänger
- Ingrid Roitzsch (1940–2011), Politikerin
- Gustav Belz (* 1940), Kardiologe und Klinischer Pharmakologe
- Volker Kriegel (1943–2003), Jazzmusiker, Zeichner und Schriftsteller
- Wolfgang Herber[40] (1949–2013), Kommunalpolitiker
- Wolfgang Grams[41] (1953–1993), Terrorist
- Friedhelm Gruber (* 1953), Volleyballspieler und Wirtschaftsfunktionär
- Béla Réthy[42] (* 1956), Sportjournalist
- Stefan Grüttner (* 1956), Volkswirt, Politiker
- Norbert Zähringer (* 1967), Autor
- Johannes Brandrup (* 1967), Schauspieler
- Alexander Grau (* 1968), Buchautor, Journalist
- Julia Jäkel (* 1971), Managerin, CEO Gruner + Jahr
- Cathryn Clüver Ashbrook (* 1976), Politologin, Journalistin
- Nike Lorenz[43] (* 1997), Hockeynationalspielerin

## Schulgebäude
Das Schulgebäude war, nach ersten Planungen 1899, in den Jahren 1901 bis 1905 erbaut worden für eine doppelte Volksschule (aufgeteilt in Mädchen- und Jungenschule) mit dem Namen Gutenbergschule nach Johannes Gutenberg. Der nördliche Gebäudeteil wurde zunächst fertiggestellt (Einweihung am 21. April 1903 durch den Rabbiner Dr. Silberstein), aufgrund der steigenden Schülerzahl kam der südliche Teil für die Mädchen rasch hinzu. Die Schule im Süden der Stadt war, wie das geplante neue Dichterviertel, durch die Bevölkerungsentwicklung erforderlich geworden und sollte vor der Wohnbebauung erstellt werden. Architekt war Stadtbaumeister Felix Genzmer, der auch die Blücher- und die Leibnizschule gebaut hat; er war ein bekannter Architekt des Späthistorismus. Zehn Jahre lang wurde das Gebäude als Volksschule genutzt, dann als Kaserne, später als Lazarett und nach dem Ersten Weltkrieg von den Besatzungsmächten. Danach erwarb es der preußische Staat im Tausch gegen das „Cavalierhaus“ am Markt von der Stadt Wiesbaden.